# Toma de Valkenburg (1574)
La toma de Valkenburg de 1574, también conocida como la toma del Castillo de Valkenburg, se llevó a cabo a principios de febrero de 1574, en la fortaleza de Valkenburg, Limburgo, Países Bajos Españoles, durante la Guerra de los Ochenta Años, en el contexto del Asedio de Leiden.  La fortaleza de Valkenburg, al noroeste de Leiden,  guarnecida por cinco compañías inglesas comandadas por el coronel Edward Chester, fue de gran importancia estratégica para facilitar, o dificultar, los esfuerzos españoles en Leiden. A principios de febrero, cuando las tropas españolas mandadas por el Maestre de Campo  Francisco de Valdés, avanzaron sobre el Castillo de Valkenburg, las tropas inglesas rindieron la fortaleza a los españoles y huyeron hacia Leiden. Las fuerzas españolas tomaron posesión de la fortaleza. Por la cobardía demostrada en Valkenburg, las tropas inglesas fueron rechazadas por el ejército rebelde holandés en Leiden y finalmente las tropas de Chester se rindieron al ejército español.
Poco después, las fuerzas inglesas en Alphen (ahora llamado Alphen aan den Rijn , suroeste de Leiden), también fueron derrotadas, y en Gouda , otra fuerza inglesa fue sorprendida y derrotada por un contingente de tropas españolas, con la pérdida de 300 hombres y tres colores para el inglés.
En abril de 1574, Francisco de Valdés detuvo el asedio de Leiden, para enfrentarse al ejército rebelde invasor liderado por Luis de Nassau y Enrique de Nassau-Dillenburg (hermanos del príncipe Guillermo de Orange), pero las fuerzas españolas al mando del general Don Sancho Dávila y Daza los alcanzó primero, lo que lleva a la Batalla de Mook . Los neerlandeses sufrieron una derrota desastrosa, perdiendo al menos 3000 hombres, con Luis de Nassau y Enrique de Nassau-Dillenburg muertos. Finalmente, el ejército rebelde se dispersó debido a la falta de pago.
El castillo y la ciudad permanecerían en poder español hasta junio de 1644, cuando fue ocupada junto con Dalhem por las Provincias Unidas. España no reconoció su posesión hasta el Tratado de división 1661. Pacto mediante el que se definían las fronteras entre las dos naciones, una vez reconocida la independencia neerlandesa por España en el Tratado de Münster en 1648.